# Kolcosternik wyspowy
Kolcosternik wyspowy (Zoonavena thomensis) – gatunek małego ptaka z rodziny jerzykowatych (Apodidae). Ptak ten występuje na Wyspach Świętego Tomasza i Książęcej. Gatunek liczny, niezagrożony wyginięciem.

## Występowanie
Kolcosternik wyspowy występuje endemicznie na całym obszarze Wysp Świętego Tomasza i Książęcej.

## Systematyka

### Taksonomia
Gatunek po raz pierwszy opisany przez E. Harterta w 1900 roku pod nazwą Chætura thomensis. Opis ukazał się na łamach czasopisma „Bulletin of the British Ornithologists’ Club”. Jako miejsce typowe autor wskazał Wyspę Świętego Tomasza. Takson ten wcześniej był umieszczony w rodzaju Chaetura. W przeszłości uważano, że tworzy jeden gatunek z kolcosternikiem białobrzuchym (Rhaphidura sabini), ale pogląd ten jest teraz jednogłośnie odrzucany. Takson monotypowy, nie wyróżniono podgatunków.

### Etymologia
Nazwa rodzajowa jest połączeniem nazwy rodzaju Zoonava Mathews, 1914 oraz łacińskiego przyrostka -ena – „odniesienie do”. Epitet gatunkowy od nazwy wyspy São Tomé lub São Thomé (Wyspa Świętego Tomasza), miejsca występowania tego ptaka. Wyspa została zauważona przez portugalskich odkrywców w dniu 21 grudnia 1471 roku, w święto św. Tomasza, patrona Portugalii.

## Morfologia
Długość ciała 10 cm, masa ciała średnio 8 g. Malutki ptak z typowym dla kolcosterników haczykowatym, wybrzuszonym na środku kształtem skrzydeł i kwadratowym ogonem, który wydaje się zaokrąglony, gdy jest rozkładany. Na końcówkach piór ogonowych kolce o długości 1–2,5 mm. Górne części ciała czarno-brązowe, na zadzie szerokie, blade pasmo. Gardło brązowe, niewyraźnie oddzielone od silnie białawego spodu ciała.

### Głos
Głos opisany jako piskliwe lub przenikliwe piszczenie „tririritritri”.

## Ekologia

### Siedlisko i pokarm
Gatunek osiadły, zasadniczo zamieszkujący pierwotne i wtórne obszary leśne, ale spotykany również na sąsiadujących z lasem obszarach uprawnych i plantacjach. Występuje od nizin do 1500 m n.p.m. na Wyspie Świętego Tomasza, głównie 200–800 m n.p.m. na wschodzie i 400 m n.p.m. na zachodzie, na Wyspie Książęcej do 500 m n.p.m. Wydaje się, że na wschodzie Wyspy Świętego Tomasza unika towarzystwa jerzyka małego (Apus affinis), który zamieszkuje niskie wzniesienia, ale na Wyspie Książęcej i pobliskich wysepkach tworzy z nim mieszane stada.
Kolcosternik wyspowy poluje na owady, włącznie z małymi chrząszczami. Pokarm zdobywa przebywając w grupach od 8 do 10 ptaków, krążąc między drzewami, a także wykonując „ósemki” od 5 do 10 m nad ziemią.

### Rozród
Ptak ten składa jaja na początku sierpnia i pod koniec października na Wyspie Świętego Tomasza oraz we wrześniu na Wyspie Książęcej. Struktura gniazda otwarta lub przykryta o długości 15–25 mm, przyklejona jest do pionowego boku dziupli, np. puchowca pięciopręcikowego (Ceiba pentandra), 3 m lub niżej nad ziemią albo 20–40 cm nad ziemią, gdy ułożone jest między korzeniami drzewa. Najprawdopodobniej stare gniazda w dziuplach wykorzystywane są kilkakrotnie przez te same pary kolcosterników. Samica składa 2–3 (czasami 4) jaja.

## Status
W Czerwonej księdze gatunków zagrożonych Międzynarodowej Unii Ochrony Przyrody został zaliczony do kategorii LC (ang. Least Concern – najmniejszej troski). Mimo że globalna populacja tego ptaka nie została oszacowana, gatunek nie wydaje się być zagrożony wyginięciem. Nadal jest liczny na obu wyspach wchodzących w skład Wysp Świętego Tomasza i Książęcej.